# Woruch

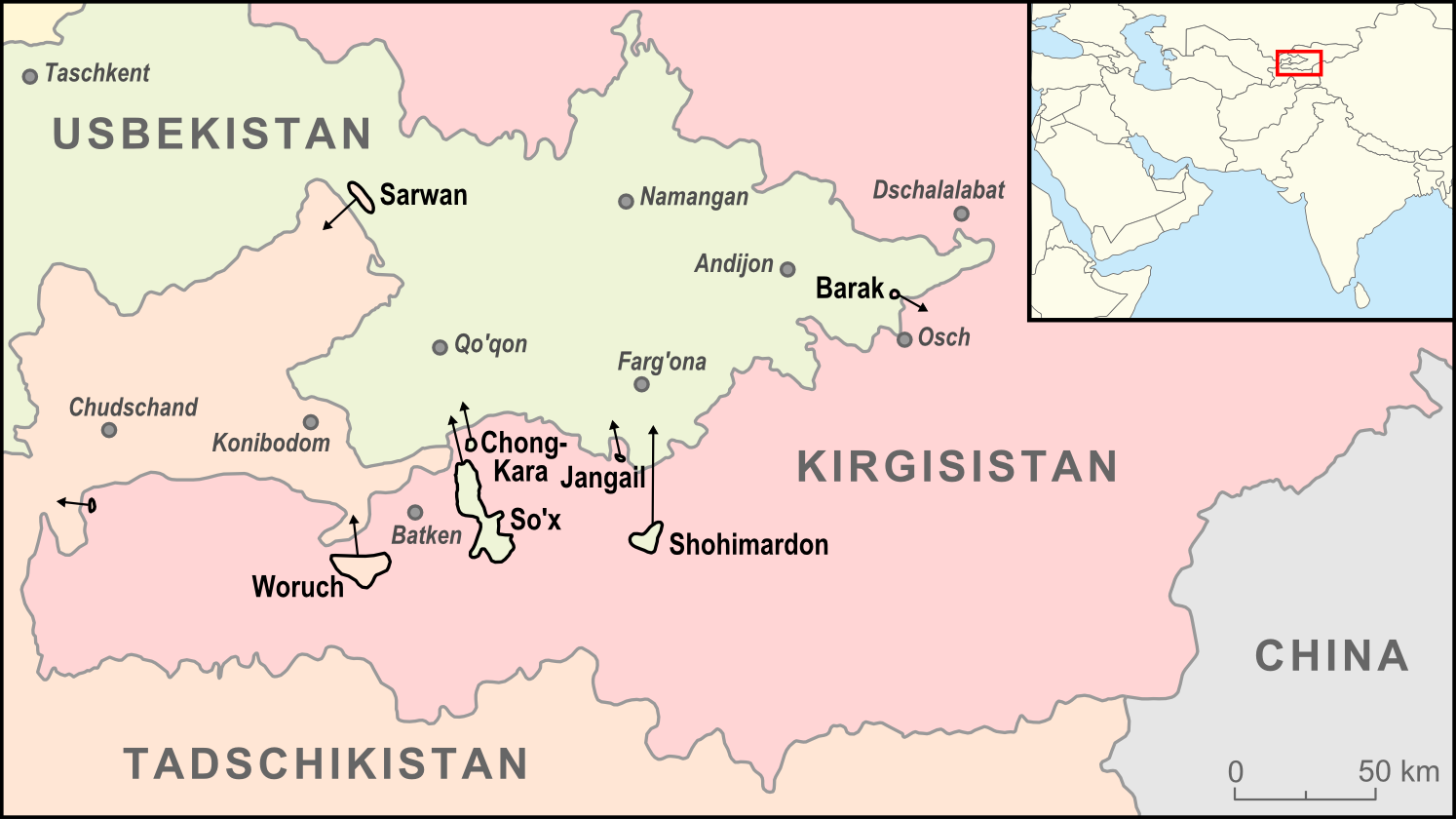
Enklaven im westlichen Kirgisistan

Woruch (auch: Vorukh; tadschikisch Ворух) ist ein Dschamoat in der tadschikischen Provinz Sughd. Woruch ist eine von kirgisischem Staatsgebiet umschlossene Exklave. Im Jahr 2009 lebten circa 23.000 Menschen in der Exklave.

## Lage
Woruch liegt im Ferghanatal, südlich der nächstgelegenen tadschikischen Stadt Tschorkuh. Woruch ist einer von 105 Dschamoats der Provinz Sughd.  Die tadschikische Hauptstadt Duschanbe befindet sich in südwestlicher Richtung von Woruch. Südlich von Woruch verläuft die Turkestankette.

## Konflikte
Die Grenzziehung erfolgte während der Herrschaft Stalins, um die Sowjetrepubliken Zentralasiens zu schwächen und damit Autonomiebestrebungen entgegenzuwirken. In den 1920er Jahren war Woruch Teil des tadschikischen Kernlandes, da der heute kirgisische Teil zwischen Tschorkuh und Woruch damals zur Tadschikischen Sozialistischen Sowjetrepublik gehörte. Anfang der 1950er Jahre wurden die Grenzen in der Region neu gezogen und Woruch war künftig eine Exklave in der kirgisischen SSR. Nach der Unabhängigkeit der zentralasiatischen Staaten im Jahr 1991 führten die insgesamt acht Exklaven im Ferghanatal immer wieder zu Konflikten, da die Grenzziehung oft unklar ist. Am 11. Januar 2014 kam es zu einem Schusswechsel zwischen kirgisischen und tadschikischen Sicherheitskräften. Grund waren Streitigkeiten um das Gebiet zwischen Woruch und dem westlich gelegenen kirgisischen Dorf Ak-Sai, die an Brisanz gewannen, als Kirgisistan begann, eine neue Straße zu bauen, die Woruch umgehen sollte, um Grenzkontrollen zu vermeiden. Die geplante Route der Straße durchkreuzte dabei umstrittenes Gebiet. Bei dem Schusswechsel wurden acht Menschen verletzt. Dschumaboi Sanginow, der Gouverneur der tadschikischen Provinz Sughd, forderte die Einstellung des Straßenbauprojekts, solange der Grenzverlauf nicht festgelegt sei. Dabei berief er sich auf eine Abmachung zwischen den Präsidenten der beiden Staaten. Einen weiteren Gewaltausbruch gab es im April, als tadschikische Einwohner der Exklave kirgisische Straßenarbeiter attackierten.
Am 26. August 2014 fand in Bischkek ein bilaterales Treffen zur Regelung der Grenzziehung statt, am 4. September veröffentlichte Tadschikistan Pläne zum Bau einer Straße von Tschorkuh nach Woruch, parallel gingen die Bauarbeiten am kirgisischen Straßenbauprojekt weiter.